# دین گلکی تپه
دین گلکی تپه مربوط به دوران‌های تاریخی پس از اسلام است و در شهرستان آق قلا، بخش مرکزی، روستای شورحیات واقع شده و این اثر در تاریخ ۱۰ خرداد ۱۳۸۲ با شمارهٔ ثبت ۸۸۴۱ به‌عنوان یکی از آثار ملی ایران به ثبت رسیده است.